# Leonid Bartenjew
Leonid Wolodymyrowytsch Bartenjew (ukrainisch Леоні́д Володи́мирович Барте́нєв, engl. Transkription Leonid Vladimirovich Bartenev; * 10. Oktober 1933 in Poltawa; † vor oder am 17. November 2021) war ein sowjetischer Leichtathlet. Der 1,74 m große und 70 kg schwere Sprinter war international vor allem als Staffelläufer erfolgreich.
Seinen ersten Medaillenerfolg feierte Bartenjew bei den Leichtathletik-Europameisterschaften 1954 in Bern, wo er als Schlussläufer in der sowjetischen 4-mal-100-Meter-Staffel den dritten Platz hinter den Mannschaften aus Ungarn und dem Vereinigten Königreich belegte. Bei den Olympischen Spielen 1956 in Melbourne wurde er als Startläufer in der Staffel eingesetzt und gewann die Silbermedaille hinter den US-amerikanischen Läufern. Außerdem trat er im 100-Meter-Lauf und im 200-Meter-Lauf an, schied jedoch jeweils in der Viertelfinalrunde aus.
Bei den Leichtathletik-Europameisterschaften 1958 in Stockholm wurde Bartenjew als Schlussläufer in der Staffel wie bereits vier Jahre zuvor in Bern Dritter, dieses Mal hinter den Stafetten aus Deutschland und dem Vereinigten Königreich. Auch bei den Olympischen Spielen 1960 in Rom wiederholte er mit der Staffel, nun an zweiter Position laufend, die vorangegangene Platzierung und errang hinter der gesamtdeutschen Mannschaft eine weitere Silbermedaille. Im 200-Meter-Lauf kam er erneut nicht über das Viertelfinale hinaus.